# Щасливо залишатися!
«Щасливо залишатися!» (рос. «Счастливо оставаться!») — радянський короткометражний фільм режисера Сергія Бєлошнікова, знятий в 1987 році, спортивна драма.

## Сюжет
Фехтувальниця Марія, дізнавшись, що тренер схиляє до співжиття дівчат з її команди, вирішує відкрито виступити на захист честі подруг, але не знаходить підтримки. Їх боязнь не поїхати за кордон на престижні змагання виявляється сильнішою.

## У ролях
- Надія Смирнова —  Маша Кірєєва
- Юлія Атласова —  Коровкіна
- Юлія Бочанова —  Шура Чіпуріна
- Марія Тхоржевська —  Лариса
- Світлана Меліхова —  Наташа
- Світлана Рюміна —  Віра
- Світлана Андрейчук —  Олена
- Сергій Паршин —  Олександр Борисович Лобанов, старший тренер жіночої збірної
- Аркадій Волгін —  Ігор Іванович Зуєв, старший тренер

## Знімальна група
- Режисер: Сергій Бєлошніков
- Автори сценарію: Сергій Бєлошніков, Володимир Вардунас
- Композитор: Сергій Курьохін
- Оператор: Борис Тимковський
- Художник: Лариса Шилова
- Директор картини: Олександр Капіца